# Фінал чемпіонату Європи з футболу 2016
Фінал чемпіонату Європи з футболу 2016 — матч, що відбувся 10 липня 2016 року, о 21:00 (CEST), на стадіоні Стад де Франс у Сен-Дені між збірними Португалії та Франції. Португальці вперше завоювали Кубок Анрі Делоне, перемігши французів з рахунком 1:0. Переможний гол забив у додатковий час Едер.

## Передісторія
Для португальців, які всьоме брали участь у чемпіонатах Європи, це був другий фінал: першого разу вони грали на домашньому Євро-2004 і програли збірній Греції 0:1.
Для французів це був дев'ятий чемпіонат та третій фінал. 1984 року (також на домашньому чемпіонаті) вони переграли іспанців 2:0, а в 2000, коли чемпіонат проходив у Бельгії та Нідерландах, завдяки золотому голу Давіда Трезеге в додатковий час переграли збірну Італії 2:1.
Між собою португальці та французи востаннє грали в товариському матчі 4 вересня 2015 в Лісабоні, французи перемогли 1:0. Загалом суперники провели між собою 24 гри, вісімнадцять перемог на рахунку французів, п'ять разів здобували перемогу португальці і один раз гра завершилась внічию. Різниця м'ячів була 49 − 28 на користь французів. 

### Статистика особистих зустрічей
|            | ЧС         | ЧЄ         | Тов.       | Всього     |            |            |            |            |            |            |
| Результати | Результати | Результати | Результати | Результати | Результати | Результати | Результати | Результати | Результати | Результати |
| ---------- | ---------- | ---------- | ---------- | ---------- | ---------- | ---------- | ---------- | ---------- | ---------- | ---------- |
| Португалія | 0          | 0          | 5          | 5          |            |            |            |            |            |            |
| Нічия      | 0          | 0          | 1          | 1          |            |            |            |            |            |            |
| Франція    | 1          | 2          | 15         | 18         |            |            |            |            |            |            |
| Голи       |            |            |            |            |            |            |            |            |            |            |
| Португалія | 0          | 3          | 25         | 28         |            |            |            |            |            |            |
| Франція    | 1          | 5          | 43         | 49         |            |            |            |            |            |            |

### Матчі
| №  | Місто    | Дата              | Турнір         | Матчі                | Рахунок |
| -- | -------- | ----------------- | -------------- | -------------------- | ------- |
| 1  | Тулуза   | 18 квітня 1926    | Товариська гра | Франція – Португалія | 4 – 2   |
| 2  | Лісабон  | 16 березня 1927   | Товариська гра | Португалія – Франція | 4 – 0   |
| 3  | Париж    | 29 квітня 1928    | Товариська гра | Франція – Португалія | 1 – 1   |
| 4  | Коломб   | 24 березня 1929   | Товариська гра | Франція – Португалія | 2 – 0   |
| 5  | Порто    | 23 лютого 1930    | Товариська гра | Португалія – Франція | 2 – 0   |
| 6  | Париж    | 28 січня 1940     | Товариська гра | Франція – Португалія | 3 – 2   |
| 7  | Лісабон  | 14 квітня 1946    | Товариська гра | Португалія – Франція | 2 – 1   |
| 8  | Париж    | 23 березня 1947   | Товариська гра | Франція – Португалія | 1 – 0   |
| 9  | Лісабон  | 23 листопада 1947 | Товариська гра | Португалія – Франція | 2 – 4   |
| 10 | Париж    | 20 квітня 1952    | Товариська гра | Франція – Португалія | 3 – 0   |
| 11 | Лісабон  | 24 березня 1957   | Товариська гра | Португалія – Франція | 0 – 1   |
| 12 | Париж    | 11 листопада 1959 | Товариська гра | Франція – Португалія | 5 – 3   |
| 13 | Париж    | 3 березня 1973    | Товариська гра | Франція – Португалія | 1 – 2   |
| 14 | Париж    | 26 квітня 1975    | Товариська гра | Франція – Португалія | 0 – 2   |
| 15 | Париж    | 8 березня 1978    | Товариська гра | Франція – Португалія | 2 – 0   |
| 16 | Гімарайш | 16 лютого 1983    | Товариська гра | Португалія – Франція | 0 – 3   |
| 17 | Марсель  | 23 червня 1984    | ЧЄ 1984        | Франція – Португалія | 2 – 1   |
| 18 | Париж    | 24 січня 1996     | Товариська гра | Франція – Португалія | 3 – 2   |
| 19 | Брага    | 22 січня 1997     | Товариська гра | Португалія – Франція | 0 – 2   |
| 20 | Брюссель | 28 червня 2000    | ЧЄ 2000        | Франція – Португалія | 2 – 1   |
| 21 | Сен-Дені | 25 квітня 2001    | Товариська гра | Франція – Португалія | 4 – 0   |
| 22 | Мюнхен   | 5 липня 2006      | ЧС 2006        | Португалія – Франція | 0 – 1   |
| 23 | Сен-Дені | 11 жовтня 2014    | Товариська гра | Франція – Португалія | 2 – 1   |
| 24 | Лісабон  | 4 вересня 2015    | Товариська гра | Португалія - Франція | 0 – 1   |

## Шлях до фіналу
| Команда    | І | В | Н | П | ЗМ | ПМ | РМ | О |
| ---------- | - | - | - | - | -- | -- | -- | - |
| Угорщина   | 3 | 1 | 2 | 0 | 6  | 4  | +2 | 5 |
| Ісландія   | 3 | 1 | 2 | 0 | 4  | 3  | +1 | 5 |
| Португалія | 3 | 0 | 3 | 0 | 4  | 4  | 0  | 3 |
| Австрія    | 3 | 0 | 1 | 2 | 1  | 4  | −3 | 1 |

| Команда   | І | В | Н | П | ЗМ | ПМ | РМ | О |
| --------- | - | - | - | - | -- | -- | -- | - |
| Франція   | 3 | 2 | 1 | 0 | 4  | 1  | +3 | 7 |
| Швейцарія | 3 | 1 | 2 | 0 | 2  | 1  | +1 | 5 |
| Албанія   | 3 | 1 | 0 | 2 | 1  | 3  | −2 | 3 |
| Румунія   | 3 | 0 | 1 | 2 | 2  | 4  | −2 | 1 |

## Перед матчем

### Арбітри
Союз європейських футбольних асоціацій (УЄФА) 8 липня 2016 обрав головного арбітра фінального матчу чемпіонату, ним став англієць Марк Клаттенбург. Для Марка це був другий значний фінал сезону 2016 року, на який він призначений головним арбітром: весною він відсудив фінальний матч Ліги чемпіонів між двома мадридськими командами «Реал» та «Атлетіко».
Помічники Клаттенбурга на бокових лініях — Саймон Бек та Джейк Коллін, а на лініях за воротами — Ентоні Тейлор та Андре Маррінер.
Четвертим арбітром став угорський рефері Віктор Кашшаї, резервний суддя також з Угорщини — Дйордь Рінг.

### Прогнози
Фаворитом фіналу вважалася збірна Франції (господар чемпіонату), букмекери також віддавали перевагу французам.

## Огляд
З перших хвилин французи захопили ініціативу, Мусса Сіссоко на 6-й хвилині завдав небезпечного удару, ще через хвилину найкращий бомбардир чемпіонату Антуан Грізманн завдав удару по воротах Патрісіу. На десятій хвилини Грізманн втратив реальний шанс відкрити рахунок — Патрісіу відбив м'яч на кутовий. Після подачі кутового Пає, удару завдав вже Олів'є Жіру, але повз ворота.
На 12-й хвилині Дімітрі Пає небезпечно атакував Роналду. Перший удар по воротах французів завдав Нані. Після цього гра дещо заспокоїлась. 
На 24-й хвилині лідер португальців попросив заміну та на ношах залишив поле. На 25-й хвилині його замінив Рікарду Куарежма, а Нані отримав від Кріштіану капітанську пов'язку. Перевага французів стала більш відчутною. На правому фланзі гостро діяв Мусса Сіссоко, на лівому — Пає та Жіру. З 33-ї хвилини португальці поступово вирівняли гру і навіть подали два кутових. Кінцівка першого тайму пройшла в обопільних атаках суперників.
Другий тайм розпочався з атак португальців та за певної переваги останніх. З 60-ї хвилини перевага була на боці господарів, двічі гостро бив по воротах Грізманн — на 66-й та 73-й хвилинах. Жіру на 75-й мав реальну можливість відкрити рахунок у матчі. Єдиним гострим моментом у португальців був небезпечний удар Нані на 81-й хвилині, надалі атакували лише французи, а на другій доданій хвилині (арбітр додав п'ять хвилин) Андре-П'єр Жиньяк влучив у штангу. Основний час завершився внічию 0:0.
У додатковий час команди грали дуже обережно. У третьому таймі більше атакували господарі, а в четвертому португальці грали на контратаках до забитого гола на 109-й хвилині Едером, після цього піренейці більше володіли м'ячем та здобули перемогу, вперше ставши чемпіонами Європи.

### Деталі матчу
| 10 липня 2016 22:00 CEST |

| Португалія | 1 – 0 (дч)      | Франція |
| ---------- | --------------- | ------- |
| Едер 109'  | Протокол(англ.) |         |

| Стад де Франс, Сен-Дені Глядачів: 75 868 Арбітр: Марк Клаттенбург (Англія) |

| Португалія | Франція |

| ПОРТУГАЛІЯ      |    |                      |        |     |
| ВР              | 1  | Руй Патрісіу         | 120+3' |     |
| ЗХ              | 21 | Седрік Суареш        | 34'    |     |
| ЗХ              | 3  | Пепе                 |        |     |
| ЗХ              | 4  | Жозе Фонте           | 119'   |     |
| ЗХ              | 5  | Рафаел Геррейру      | 95'    |     |
| ПЗ              | 14 | Вільям Карвалью      | 98'    |     |
| ПЗ              | 16 | Ренату Санчеш        |        | 79' |
| ПЗ              | 23 | Адріен Сілва         |        | 66' |
| ПЗ              | 10 | Жуан Маріу           | 62'    |     |
| НП              | 17 | Нані                 |        |     |
| НП              | 7  | Кріштіану Роналду () |        | 25' |
| Заміни:         |    |                      |        |     |
| НП              | 20 | Рікарду Куарежма     |        | 25' |
| ПЗ              | 8  | Жуан Моутінью        |        | 66' |
| НП              | 9  | Едер                 |        | 79' |
| Тренер:         |    |                      |        |     |
| Фернанду Сантуш |    |                      |        |     |

| ФРАНЦІЯ:    |    |                   |      |      |
|             |    |                   |      |      |
| ВР          | 1  | Уго Льоріс ()     |      |      |
| ЗХ          | 19 | Бакарі Санья      |      |      |
| ЗХ          | 21 | Лоран Косельні    | 107' |      |
| ЗХ          | 22 | Самюель Умтіті    | 80'  |      |
| ЗХ          | 3  | Патріс Евра       |      |      |
| ПЗ          | 18 | Мусса Сіссоко     |      | 110' |
| ПЗ          | 15 | Поль Погба        | 115' |      |
| ПЗ          | 14 | Блез Матюйді      | 97'  |      |
| ПЗ          | 8  | Дімітрі Пає       |      | 58'  |
| НП          | 7  | Антуан Грізманн   |      |      |
| НП          | 9  | Олів'є Жіру       |      | 78'  |
| Заміни:     |    |                   |      |      |
| ПЗ          | 20 | Кінгслі Коман     |      | 58'  |
| НП          | 10 | Андре-П'єр Жиньяк |      | 78'  |
| НП          | 11 | Антоні Мартіаль   |      | 110' |
| Тренер:     |    |                   |      |      |
| Дідьє Дешам |    |                   |      |      |

| Найкращий гравець матчу: Пепе (Португалія) Помічники судді: Саймон Бек (Англія) Джейк Коллін (Англія) Четвертий суддя: Віктор Кашшаї (Угорщина) Додаткові помічники рефері: Ентоні Тейлор (Англія) Андре Маррінер (Англія) Резервний суддя: Дйордь Рінг (Угорщина) |

### Статистика
| Статистика            | Португалія | Франція |
| --------------------- | ---------- | ------- |
| Голи                  | 0          | 0       |
| Удари по воротах      | 4          | 7       |
| Удари в площину воріт | 0          | 3       |
| Сейви                 | 3          | 1       |
| Володіння м'ячем      | 45%        | 55%     |
| Кутові                | 2          | 3       |
| Порушено правила      | 2          | 2       |
| Офсайди               | 0          | 0       |
| Жовті картки          | 1          | 0       |
| Червоні картки        | 0          | 0       |

| Статистика            | Португалія | Франція |
| --------------------- | ---------- | ------- |
| Голи                  | 0          | 0       |
| Удари по воротах      | 2          | 10      |
| Удари в площину воріт | 1          | 4       |
| Сейви                 | 4          | 2       |
| Володіння м'ячем      | 48%        | 52%     |
| Кутові                | 1          | 3       |
| Порушено правила      | 7          | 4       |
| Офсайди               | 0          | 1       |
| Жовті картки          | 1          | 1       |
| Червоні картки        | 0          | 0       |

| Статистика            | Португалія | Франція |
| --------------------- | ---------- | ------- |
| Голи                  | 1          | 0       |
| Удари по воротах      | 3          | 1       |
| Удари в площину воріт | 2          | 0       |
| Сейви                 | 0          | 1       |
| Володіння м'ячем      | 48%        | 52%     |
| Кутові                | 2          | 3       |
| Порушено правила      | 3          | 7       |
| Офсайди               | 1          | 1       |
| Жовті картки          | 4          | 3       |
| Червоні картки        | 0          | 0       |

| Статистика            | Португалія | Франція |
| --------------------- | ---------- | ------- |
| Голи                  | 1          | 0       |
| Удари по воротах      | 9          | 18      |
| Удари в площину воріт | 3          | 7       |
| Сейви                 | 7          | 3       |
| Володіння м'ячем      | 47%        | 53%     |
| Кутові                | 5          | 9       |
| Порушено правила      | 12         | 13      |
| Офсайди               | 1          | 2       |
| Жовті картки          | 6          | 4       |
| Червоні картки        | 0          | 0       |